# Norma, Lazio
Norma är en stad och kommun i provinsen Latina i den italienska regionen Lazio. Orten har anor från 700-talet e.Kr. Norma är beläget på en klippa på de pontinska träsken. Bland sevärdheterna återfinns Santuario Maria Santissima del Rifugio dei Peccatori. I närheten av Norma är Giardino di Ninfa belägen.

## Bilder
| - Giardino di Ninfa. |